# Thylamys
Thylamys e род опосуми от семейство Опосумови (Didelphidae). Женските нямат кожна торбичка на корема. Зърната им са подредени в две симетрични редици на корема. Всички видове от рода без Thylamys macrurus натрупват подкожни мазнини в опашките си.

## Списък на видовете
- Thylamys cinderella
- Thylamys elegans
- Thylamys karimii
- Thylamys macrurus
- Thylamys pallidior
- Thylamys pusillus
- Thylamys sponsorius
- Thylamys tatei
- Thylamys velutinus
- Thylamys venustus